# Jeux octaviants
Les jeux octaviants sont un jeu de fond d'orgue. Ils sont aussi dénommés jeux harmoniques mais cela peut prêter à confusion car il existe aussi des jeux d'anches harmoniques.

## Principe
Le principe de base des jeux octaviants est de donner, pour obtenir la même note, au corps du tuyau une longueur double de celle ordinairement nécessaire, puis de le faire octavier en perçant un petit trou, voire deux face à face, à la moitié de cette longueur. Ainsi, si on prend l'ut1 de la doublette, cette longueur passe de 2 à 4 pieds pour le jeu octaviant correspondant, à savoir l'Octavin. Le but est, tout en conservant la rondeur des jeux flûtés, d'augmenter leur portée, leur puissance sonore.
Les jeux octaviants sont connus depuis le XVIIIe siècle car ils ont été décrits par Dom Bedos de Celles dans son Art du Facteur d'Orgues et qu'ils figurent dans le devis de Jean-François Lépine pour l'orgue de l'ancienne cathédrale St Fulcran de Lodève. Mais c'est surtout Aristide Cavaillé-Coll, au XIXe siècle, qui a répandu et systématisé leur utilisation dans les grands récits expressifs de ses instruments les plus importants.
En fonction de leur tessiture, on distingue trois jeux octaviants essentiels: 
- la Flûte harmonique 8'
- la Flûte octaviante 4'
- l'Octavin 2'

Les deux premières dénominations sont trop souvent employées l'une pour l'autre. Le chiffre n'indique pas la longueur réelle du tuyau le plus grave, mais sa hauteur de son par comparaison avec le jeu de fond ordinaire correspondant. L'encombrement de ces tuyaux de longueur doublée implique qu'en général ils ne sont véritablement octaviants qu'à partir du do3 pour les 8' et du do2 pour les 4', et que ces jeux sont réservés aux grands instruments, surtout s'ils sont enfermés dans une boîte expressive comme il est d'usage dans les grands récits romantiques et symphoniques.
Un jeu octaviant ancien, fréquent dans les orgues baroques d'Europe du Nord, est la Flûte traversière 8' ou Querflöte qui existe aussi plus rarement en 4'.